# روبرتو سیفیونتس
روبرتو سیفیونتس (اسپانیایی: Roberto Cifuentes‎؛ زادهٔ ۲۱ دسامبر ۱۹۵۷) استادبزرگ شطرنج اهل اسپانیا است. او پنج‌بار برندهٔ مسابقات شطرنج قهرمانی شیلی (۱۹۸۲–۱۹۸۶) شده‌است. و هفت مرتبه در المپیاد شطرنج (۱۹۷۸–۱۹۹۰) حضورداشته است.